# 瓦拉瓦拉 (华盛顿州)
瓦拉瓦拉（Walla Walla）美國華盛頓州瓦拉瓦拉郡最大的城市，也是該郡的郡治。2010年美國人口普查時人口為31,731人。瓦拉瓦拉位於華盛頓州的東南區，距西雅圖約四小時的車程，離奧勒岡州邊界13英里。
惠特曼學院、瓦拉瓦拉社區學院和華盛頓州監獄皆位於瓦拉瓦拉。瓦拉瓦拉大學則是位在學院城。此外，Baker Boyer銀行──華盛頓州最老的銀行──1869年時在瓦拉瓦拉成立。
瓦拉瓦拉以甜洋蔥聞名。許多釀酒廠位於此，本市也是葡萄酒愛好者的熱門景點。

## 姐妹市
- 日本丹波篠山市，1972年[4]

## 著名人士
- 威廉·道格拉斯就讀惠特曼學院，畢業於1920年，為美國最高法院歷史中任期最長的大法官。

## 資料來源
1. ↑  . United States Census Bureau.   [2008-01-31].
2. ↑  . United States Geological Survey. 2007-10-25  [2008-01-31].
3. ↑  . National Association of Counties.   [2011-06-07].
4. ↑  .   [2012-06-02]. （原始内容存档于2011-09-27）.

## 延伸閱讀
- MacGibbon, Elma. . Shaw & Borden Co. 1904. Available online through the Washington State Library's Classics in Washington History collection Elma MacGibbon's reminiscences of her travels in the United States starting in 1898, which were mainly in Oregon and Washington. Includes chapter "Walla Walla and southeastern Washington."

## 外部連結
- 瓦拉瓦拉市 （英文）
- 瓦拉瓦拉谷商會 （页面存档备份，存于） （英文）
- 瓦拉瓦拉旅遊 （页面存档备份，存于） （英文）
- 瓦拉瓦拉市與瓦拉瓦拉水公司 (美國最高法院決議，1898年) （页面存档备份，存于） （英文）